# Макропоры
Макропоры (англ. macropores) — поры диаметром более 50 нм.

## Описание
Классификация пор по размерам на микро-, мезо- и макропоры рекомендована Международным союзом по чистой и прикладной химии (IUPAC). В отличие от более мелких мезопор, в макропорах не происходит капиллярной конденсации, а на изотермаx адсорбции макропористых систем отсутствует гистерезис. Удельная площадь поверхности макропористых материалов мала и составляет до нескольких квадратных метров на грамм образца. Для определения размера макропор обычно используют метод ртутной порометрии. В сорбент и катализаторах доля макропор, как правило, невелика; они играют роль транспортных каналов, обеспечивающих свободное движение адсорбата или реагентов (продуктов реакции) внутри пористого тела.